# The Kaiser, the Beast of Berlin
Pour plus de détails, voir Fiche technique et Distribution.
The Kaiser, the Beast of Berlin est un film américain réalisé par Rupert Julian, sorti en 1918.
Le film est présumé perdu.

## Fiche technique
- Titre : The Kaiser, the Beast of Berlin
- Réalisation : Rupert Julian
- Scénario : Rupert Julian et Elliott J. Clawson (en)
- Photographie : Edward A. Kull
- Société de production : Universal Pictures
- Pays d'origine : États-Unis
- Format : Noir et blanc - 1,33:1 - Film muet
- Genre : guerre
- Durée : 70 minutes
- Date de sortie : 1918

## Distribution
- Rupert Julian : The Kaiser
- Elmo Lincoln : Marcas the Blacksmith
- Nigel De Brulier : Capitaine von Neigle
- Lon Chaney : Theobald von Bethmann Hollweg
- Harry von Meter : Capitaine von Hancke
- Harry Carter (en) : Alexandre von Kluck
- Joseph W. Girard : James W. Gerard
- Harry Holden : Joseph Joffre
- Ruth Clifford : Gabrielle
- Gretchen Lederer : Bertha von Neigle
- Betty Carpenter : Bride
- Ruby Lafayette : Grand-mère Marcas
- Zoe Rae : Gretel
- Mark Fenton : Alfred von Tirpitz
- Jay Smith : Paul von Hindenburg
- Alfred Allen : John Pershing
- Jack McDonald : Albert Ier (roi de Saxe)
- Allan Sears (en) : Capitaine von Wohlbold
- George Hupp : Little Jean
- W.H. Bainbridge : Colonel Schmiedcke
- Walter Belasco (en) : Amiral von Pliscott
- Edward Clark (en) : Erich von Falkenhagen
- K. Painter : Hans von Beseler
- Wallace G. Coburn :Rüdiger von der Goltz
- F.J. Beauregard : Général von Weddingen
- F. Corcoran : Général von Hoetzendorf
- Wadsworth Harris (en) : Général von Ruesselheim
- C.E. Anderson : Capt. Kovich
- Winter Hall : Dr Von Gressler
- Robert Gordon : Louis Lomenie
- Orlo Eastman : Président Woodrow Wilson
- Pedro Sose : Porfirio Díaz
- Frankie Lee (en) : Hansel
- Henry A. Barrows : Douglas Haig